# Bregenzer Festspiele
De Bregenzer Festspiele is een cultuurfestival dat elke zomer in de maanden juli en augustus in Bregenz in Vorarlberg (Oostenrijk) gevierd wordt.
Het hoogtepunt is de Seebühne, een imposant podium in het Bodenmeer, waarop een opera of musical binnen één Festspiel-periode meerdere malen per week wordt opgevoerd. In het geheel zijn er 11.735 zitplaatsen voor de toeschouwers.

## Geschiedenis
De Bregenzer Festspiele vonden voor het eerst in 1946 plaats, één jaar na afloop van de Tweede Wereldoorlog. Omdat de stad Bregenz toen nog niet over een schouwburg beschikte, was er behoefte aan een noodoplossing: een podium op het Bodenmeer als toneel. Met toeschouwers uit Oostenrijk, Frankrijk, Duitsland en Zwitserland waren de Festspiele al in het eerste jaar een internationaal succes. De Wiener Symphoniker, die het orkest vormden, leverden een belangrijke bijdrage voor de algemene goedkeuring op.
Begin mei 2008 dienden de Seebühne en het Festspielhaus als plaatsen waar ongeveer 8 minuten van de James Bondfilm Quantum of Solace werd gefilmd.
In 2015 telden de Bregenzer Festspiele in totaal rond 228.000 bezoekers. In 2018 bezochten rond 270.000 mensen het festival in slechts vijf weken. Carmen van Georges Bizet trok zelfs rond 400.000 bezoekers in twee jaren (2017 en 2018).
In 2020 moesten de Bregenzer Festspiele worden geannuleerd vanwege het uitbraak van het coronavirus. De opera's Rigoletto en Nero zijn uitgesteld tot 2021.

## Locaties

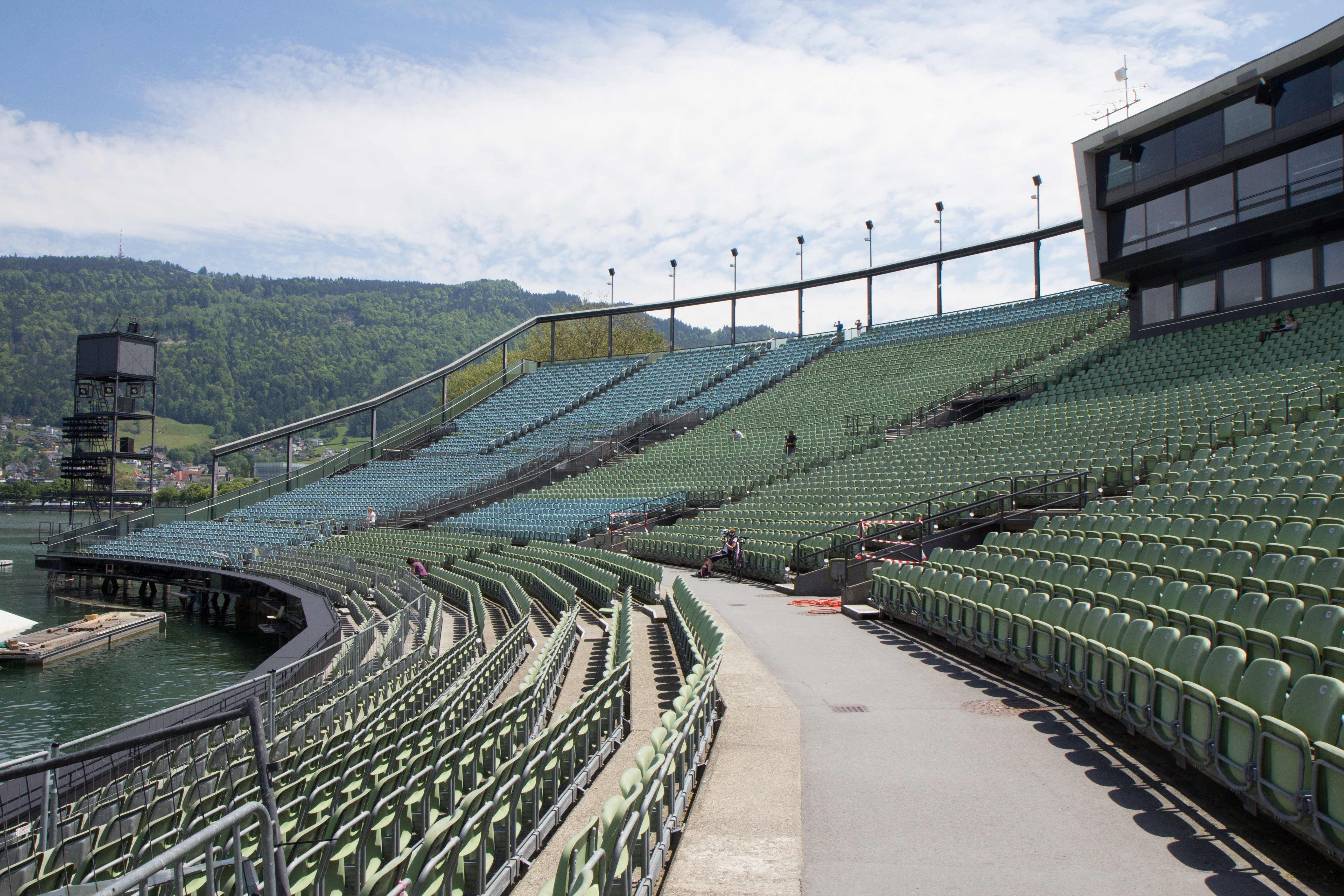
De zitplaatsen van het drijvende podium bij de uitvoering van de opera Carmen in 2017

Het festival presenteert een breed scala aan muzikale en theatrale evenementen op de volgende locaties:
Met zijn openlucht amfitheater met 7.000 zitplaatsen, is de Seebühne (of drijvend podium) de locatie voor grootschalige opera- of muziekuitvoeringen op een podium boven water aan de oevers van het Bodenmeer. Opera- of muziekproducties op het drijvende podium komen over het algemeen uit het populaire operarepertoire, maar zijn vaak extravagant originele en innovatieve producties/ensceneringen, waarbij vaak het water van het meer wordt gebruikt als verlengstuk van het podium.
Het Festspielhaus ("festivalhuis") presenteert uitvoeringen van zelden uitgevoerde opera's en concerten.
De Werkstattbühne ("werkplaatspodium") presenteert voorstellingen van hedendaags theater en opera.
Het Theater am Kornmarkt presenteert operette- en toneelvoorstellingen.
shed8 / Theater Kosmos is een locatie voor toneel- en interculturele uitvoeringen.Opvoeringen door de jaren heen
| Jaar | Seebühne ("Spiel auf dem See")                                                     | Festspielhaus                                                              |
| ---- | ---------------------------------------------------------------------------------- | -------------------------------------------------------------------------- |
| 2025 | Der Freischütz van Carl Maria von Weber                                            | Oedipe van George Enescu                                                   |
| 2024 | Der Freischütz van Carl Maria von Weber                                            | Tancredi van Gioachino Rossini                                             |
| 2023 | Madama Butterfly van Giacomo Puccini                                               | Ernani van Giuseppe Verdi                                                  |
| 2022 | Madama Butterfly van Giacomo Puccini                                               | Siberia van Umberto Giordano                                               |
| 2021 | Rigoletto van Giuseppe Verdi (uitgesteld opera)                                    | Nero van Arrigo Boito (uitgesteld opera)                                   |
| 2020 | geannuleerd                                                                        | geannuleerd                                                                |
| 2019 | Rigoletto van Giuseppe Verdi                                                       | Don Quichotte van Jules Massenet                                           |
| 2018 | Carmen van Georges Bizet                                                           | Beatrice Cenci van Berthold Goldschmidt                                    |
| 2017 | Carmen van Georges Bizet                                                           | Mosè in Egitto van Gioachino Rossini                                       |
| 2016 | Turandot van Giacomo Puccini                                                       | Amleto van Franco Faccio                                                   |
| 2015 | Turandot van Giacomo Puccini                                                       | Les contes d'Hoffmann van Jacques Offenbach                                |
| 2014 | Die Zauberflöte von Wolfgang Amadeus Mozart                                        | Geschichten aus dem Wienerwald van HK Gruber                               |
| 2013 | Die Zauberflöte von Wolfgang Amadeus Mozart                                        | Der Kaufmann von Venedig van André Tchaikowsky                             |
| 2012 | André Chenier van Umberto Giordano                                                 | Solaris van Detlev Glanert                                                 |
| 2011 | André Chenier van Umberto Giordano                                                 | Achterbahn van Judith Weir                                                 |
| 2010 | Aida van Giuseppe Verdi                                                            | Die Passagierin van Mieczysław Weinberg                                    |
| 2009 | Aida van Giuseppe Verdi                                                            | Król Roger van Karol Szymanowski                                           |
| 2008 | Tosca van Giacomo Puccini                                                          | Karl V. van Ernst Křenek                                                   |
| 2007 | Tosca van Giacomo Puccini                                                          | Tod in Venedig van Benjamin Britten                                        |
| 2006 | Il trovatore van Giuseppe Verdi                                                    | Der Untergang des Hauses Usher van Claude Debussy                          |
| 2005 | Il trovatore van Giuseppe Verdi                                                    | Maskarade van Carl Nielsen                                                 |
| 2004 | West Side Story van Leonard Bernstein                                              | Der Protagonist van Kurt Weill en Royal Palace van Kurt Weill              |
| 2003 | West Side Story van Leonard Bernstein                                              | Das schlaue Füchslein van Leoš Janáček                                     |
| 2002 | La bohème van Giacomo Puccini                                                      | Julietta van Bohuslav Martinů                                              |
| 2001 | La bohème van Giacomo Puccini                                                      | Of Mice and Men van Carlisle Floyd                                         |
| 2000 | Un ballo in maschera van Giuseppe Verdi                                            | Der Goldene Hahn van Nikolai Rimski-Korsakow                               |
| 1999 | Un ballo in maschera van Giuseppe Verdi                                            | Griechische Passion van Bohuslav Martinů                                   |
| 1998 | Porgy and Bess van George Gershwin                                                 | L’Amore dei tre re van Italo Montemezzi                                    |
| 1997 | Porgy and Bess van George Gershwin                                                 | Der Dämon van Anton Rubinstein                                             |
| 1996 | Fidelio van Ludwig van Beethoven                                                   | Le roi Arthus van Ernest Chausson                                          |
| 1995 | Fidelio van Ludwig van Beethoven                                                   | Die Legende von der unsichtbaren Stadt Kitesch van Nikolai Rimski-Korsakow |
| 1994 | Nabucco van Giuseppe Verdi                                                         | Francesca da Rimini van Riccardo Zandonai                                  |
| 1993 | Nabucco van Giuseppe Verdi                                                         | Fedora van Umberto Giordano                                                |
| 1992 | Carmen van Georges Bizet                                                           | La damnation de Faust van Hector Berlioz                                   |
| 1991 | Carmen van Georges Bizet                                                           | Mazeppa van Pjotr Tschaikowski                                             |
| 1990 | Der fliegende Holländer van Richard Wagner                                         | La Wally van Alfredo Catalani                                              |
| 1989 | Der fliegende Holländer van Richard Wagner                                         | Samson et Dalila van Camille Saint-Saëns                                   |
| 1988 | Les contes d'Hoffmann van Jacques Offenbach                                        | Samson et Dalila van Camille Saint-Saëns                                   |
| 1987 | Les contes d'Hoffmann van Jacques Offenbach                                        | Ernani van Giuseppe Verdi                                                  |
| 1986 | Die Zauberflöte van Wolfgang Amadeus Mozart                                        | Anna Bolena van Gaetano Donizetti                                          |
| 1985 | Die Zauberflöte van Wolfgang Amadeus Mozart                                        | I puritani van Vincenzo Bellini                                            |
| 1984 | Der Vogelhändler van Carl Zeller                                                   | Tosca van Giacomo Puccini                                                  |
| 1983 | Kiss Me, Kate van Cole Porter                                                      | Der Freischütz van Carl Maria von Weber                                    |
| 1982 | Der Zigeunerbaron van Johann Strauß                                                | Lucia di Lammermoor von Gaetano Donizetti                                  |
| 1981 | West Side Story van Leonard Bernstein                                              | Otello van Giuseppe Verdi                                                  |
| 1980 | Die Entführung aus dem Serail van Wolfgang Amadeus Mozart                          | Falstaff van Giuseppe Verdi                                                |
| 1979 | Turandot van Giacomo Puccini                                                       |                                                                            |
| 1978 | 1001 Nacht van Ernst Reiterer                                                      |                                                                            |
| 1977 | Oberon van Carl Maria von Weber                                                    |                                                                            |
| 1977 | Dornröschen van Pjotr Tschaikowski                                                 |                                                                            |
| 1976 | Les contes d'Hoffmann van Jacques Offenbach                                        |                                                                            |
| 1975 | Eine Nacht in Venedig von Johann Strauß                                            |                                                                            |
| 1975 | Le Corsaire (ballet) von Adolphe Adam                                              |                                                                            |
| 1974 | Carmen van Georges Bizet                                                           |                                                                            |
| 1973 | Der fliegende Holländer van Richard Wagner                                         |                                                                            |
| 1972 | Der Bettelstudent van Karl Millöcker                                               |                                                                            |
| 1971 | The Fairy Queen van Henry Purcell                                                  |                                                                            |
| 1970 | Die Fledermaus van Johann Strauß                                                   |                                                                            |
| 1969 | Hochzeit am Bodensee van Robert Stolz                                              |                                                                            |
| 1969 | Othello van Jan Hanuš                                                              |                                                                            |
| 1968 | Die lustige Witwe van Franz Lehár                                                  |                                                                            |
| 1967 | Zar und Zimmermann van Albert Lortzing                                             |                                                                            |
| 1967 | Scheherazade van Nikolai Rimski-Korsakow en Polowetzer Tänze von Alexander Borodin |                                                                            |
| 1966 | Die schöne Helena van Jacques Offenbach                                            |                                                                            |
| 1965 | Eine Nacht in Venedig van Johann Strauss jr.                                       |                                                                            |
| 1964 | Das Land des Lächelns van Franz Lehár                                              |                                                                            |
| 1963 | Banditenstreiche van Franz von Suppé                                               |                                                                            |
| 1962 | Die Trauminsel van Robert Stolz                                                    |                                                                            |
| 1961 | Der Zigeunerbaron van Johann Strauss jr.                                           |                                                                            |
| 1960 | Wiener Blut van Johann Strauss jr.                                                 |                                                                            |
| 1959 | 1001 Nacht van Johann Strauss jr.                                                  |                                                                            |
| 1958 | Die verkaufte Braut van Bedřich Smetana                                            |                                                                            |
| 1957 | Zar und Zimmermann van Albert Lortzing                                             |                                                                            |
| 1956 | Der Bettelstudent van Carl Millöcker                                               |                                                                            |
| 1955 | Eine Nacht in Venedig van Johann Strauss jr.                                       |                                                                            |
| 1954 | Die Fledermaus van Johann Strauss jr.                                              |                                                                            |
| 1953 | Boccaccio van Franz von Suppé                                                      |                                                                            |
| 1952 | Der Vogelhändler van Carl Zeller                                                   |                                                                            |
| 1951 | Der Zigeunerbaron van Johann Strauss jr.                                           |                                                                            |
| 1950 | Gasparone van Carl Millöcker                                                       |                                                                            |
| 1949 | 1001 Nacht van Johann Strauss jr.                                                  |                                                                            |
| 1948 | Eine Nacht in Venedig van Johann Strauss jr.                                       |                                                                            |
| 1947 | Die Entführung aus dem Serail van Wolfgang Amadeus Mozart                          |                                                                            |
| 1946 | Bastien und Bastienne van Wolfgang Amadeus Mozart                                  |                                                                            |

## Galerij

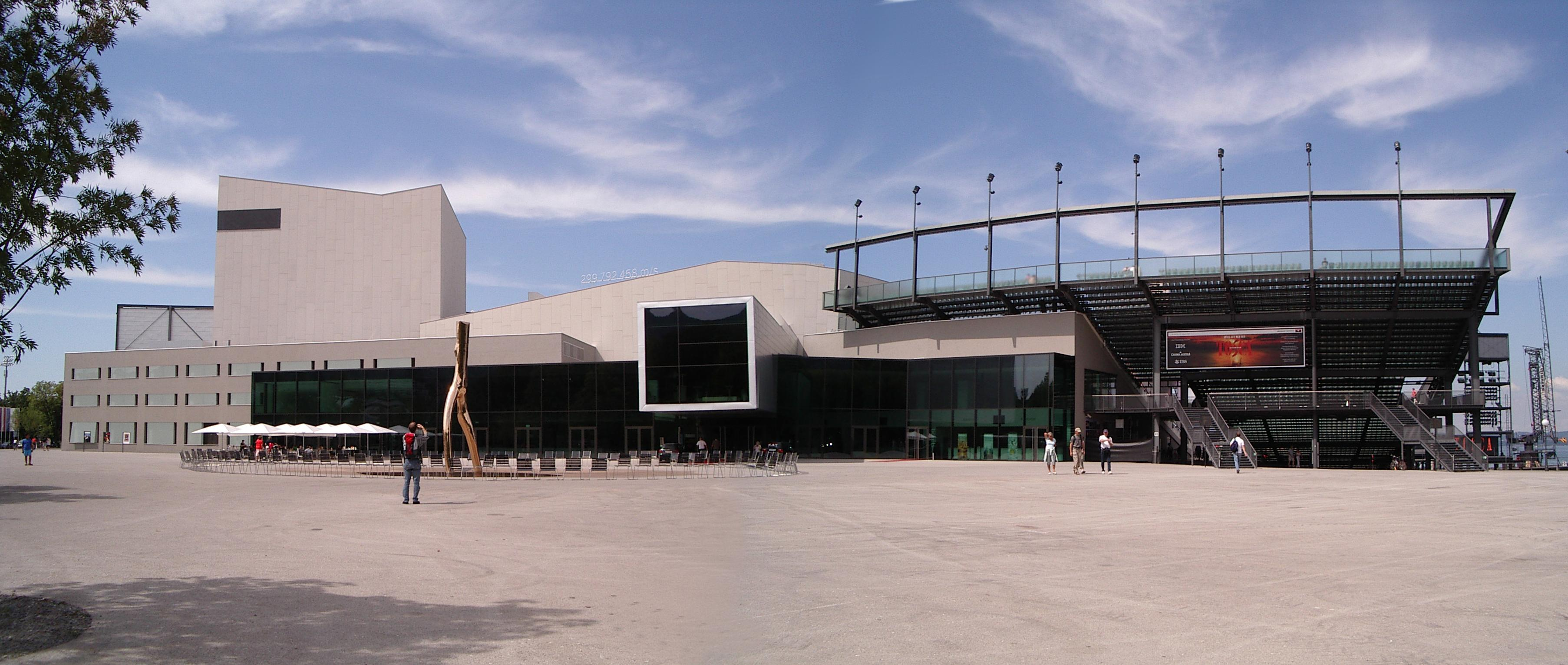
Het Festspielhaus van de Bregenzer Festspiele
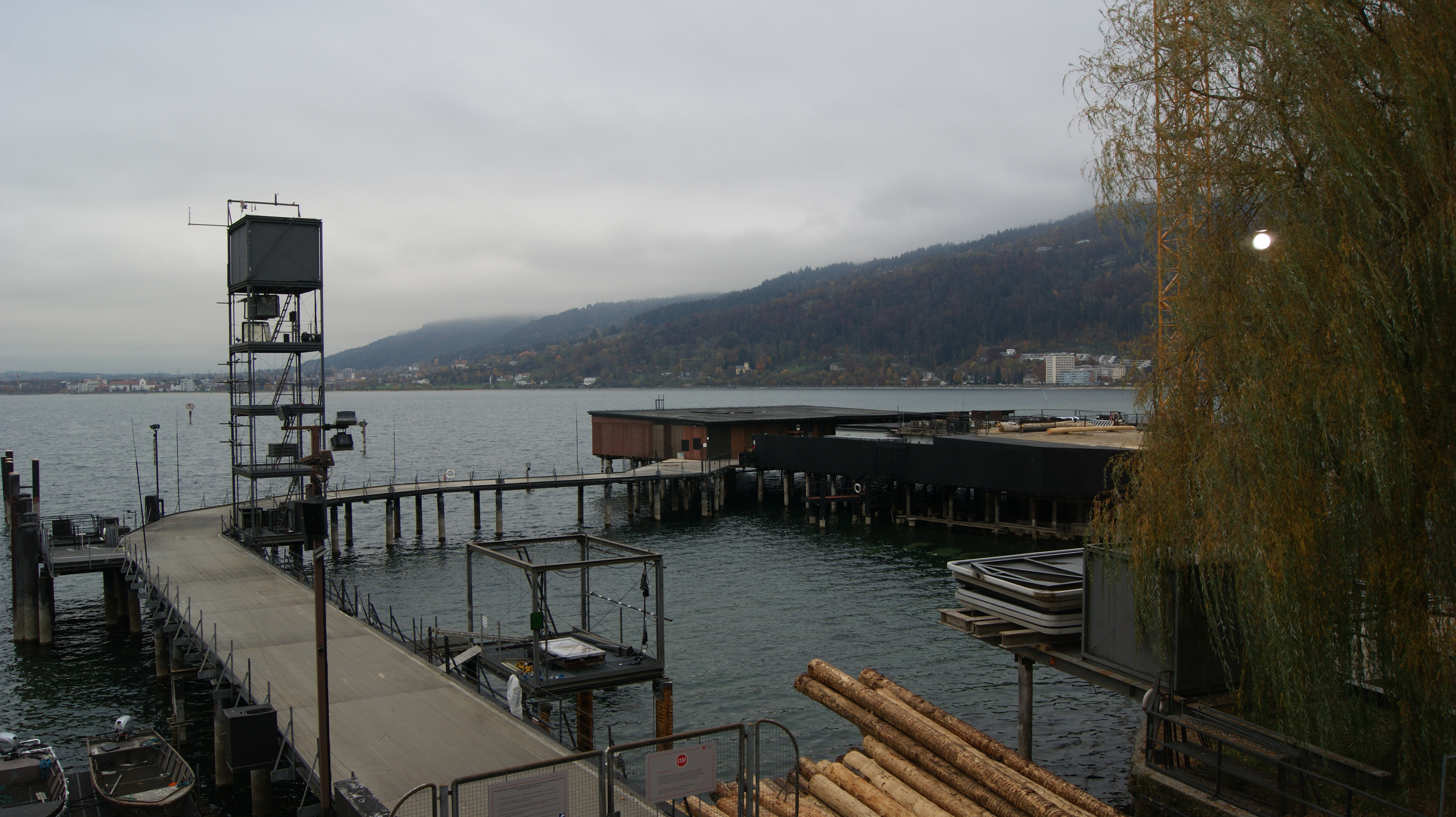
De Seebühne (het drijvende podium) in november 2018
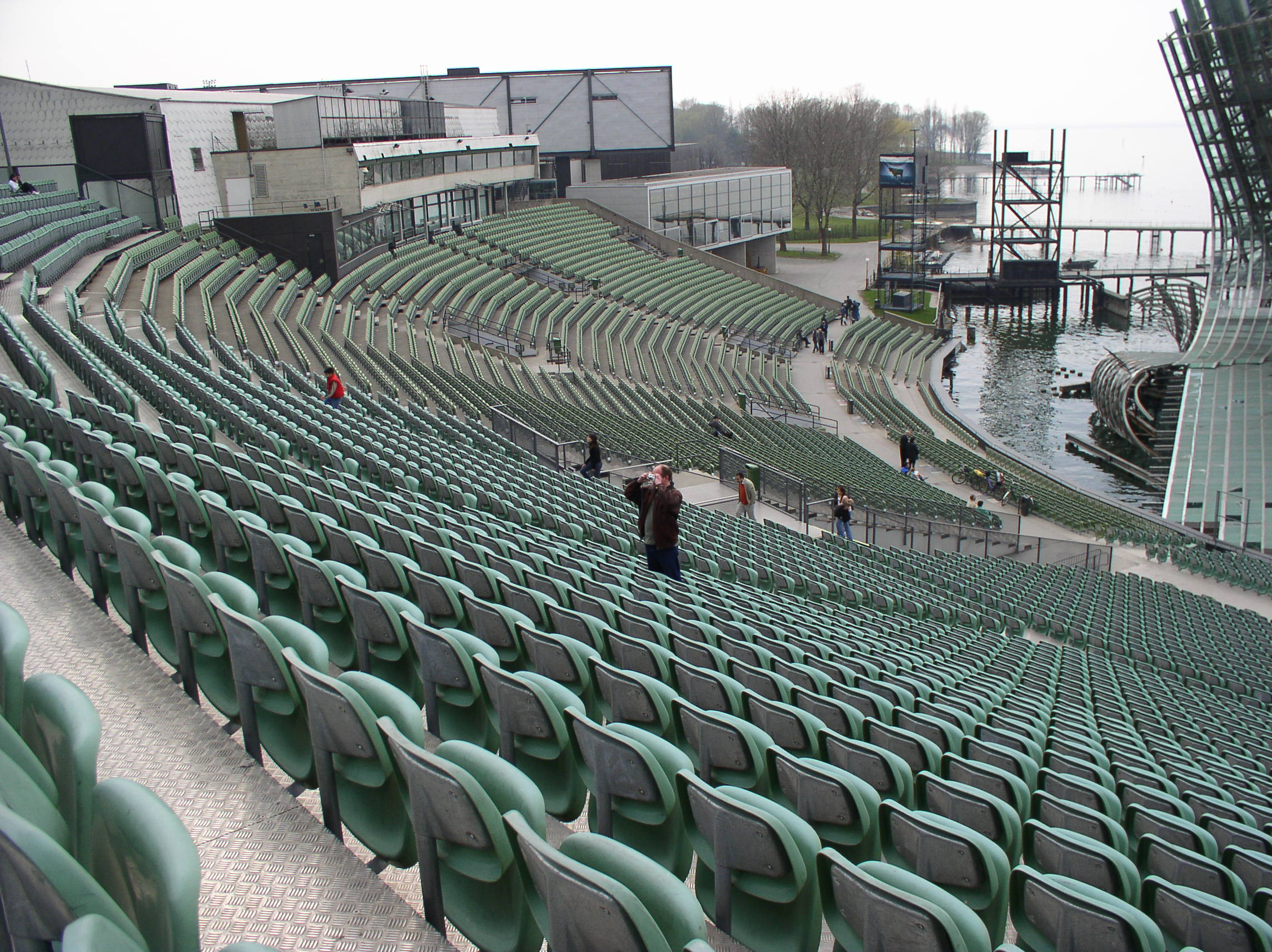
De zitplaatsen voor het drijvende podium voor het 2003/2004 stuk West Side Story
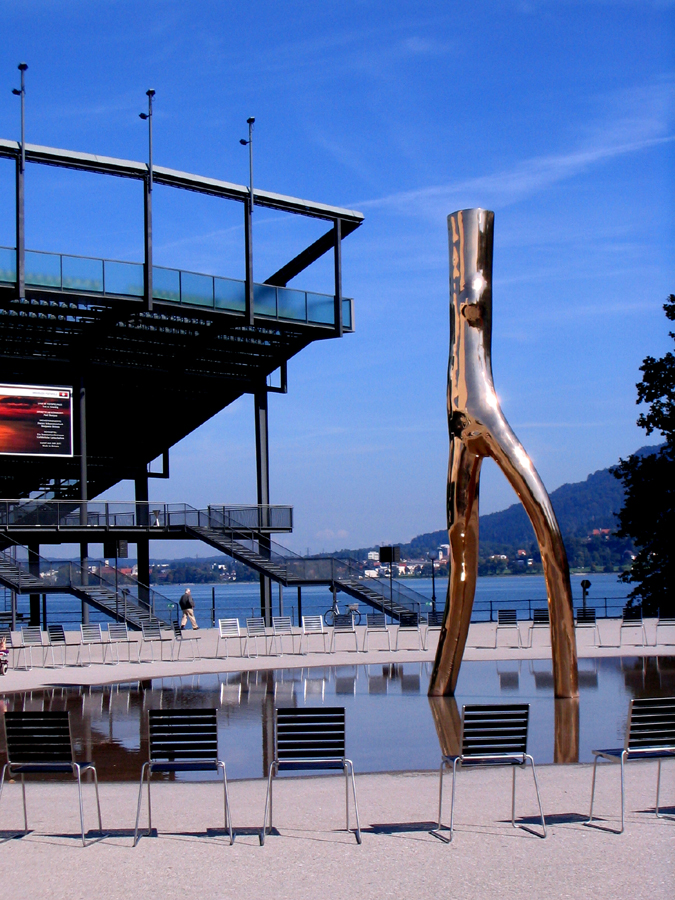
Beeldhouwwerk "Ready Maid" op de Bregenzer Festspiele
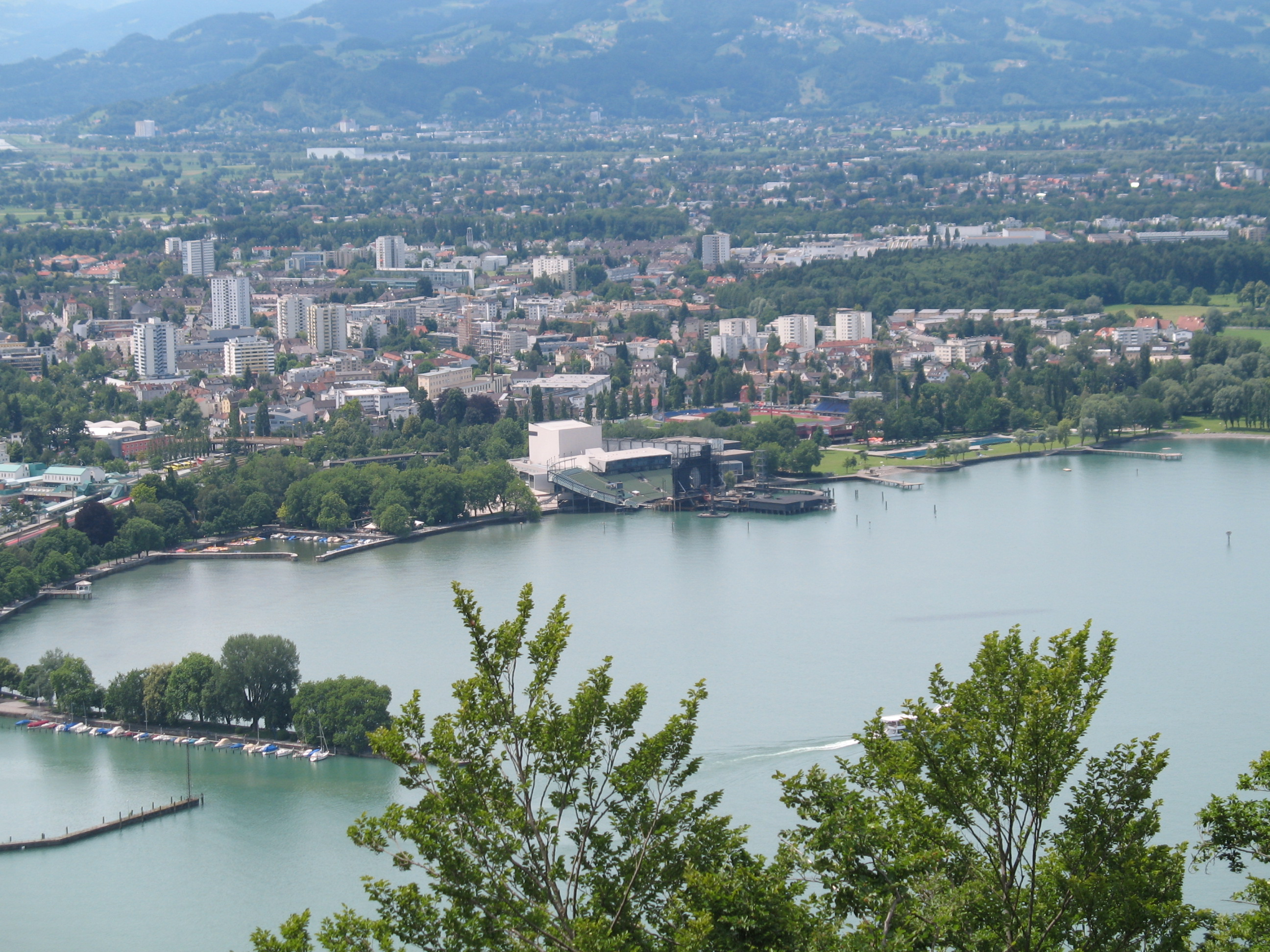
Het drijvende podium van de verre
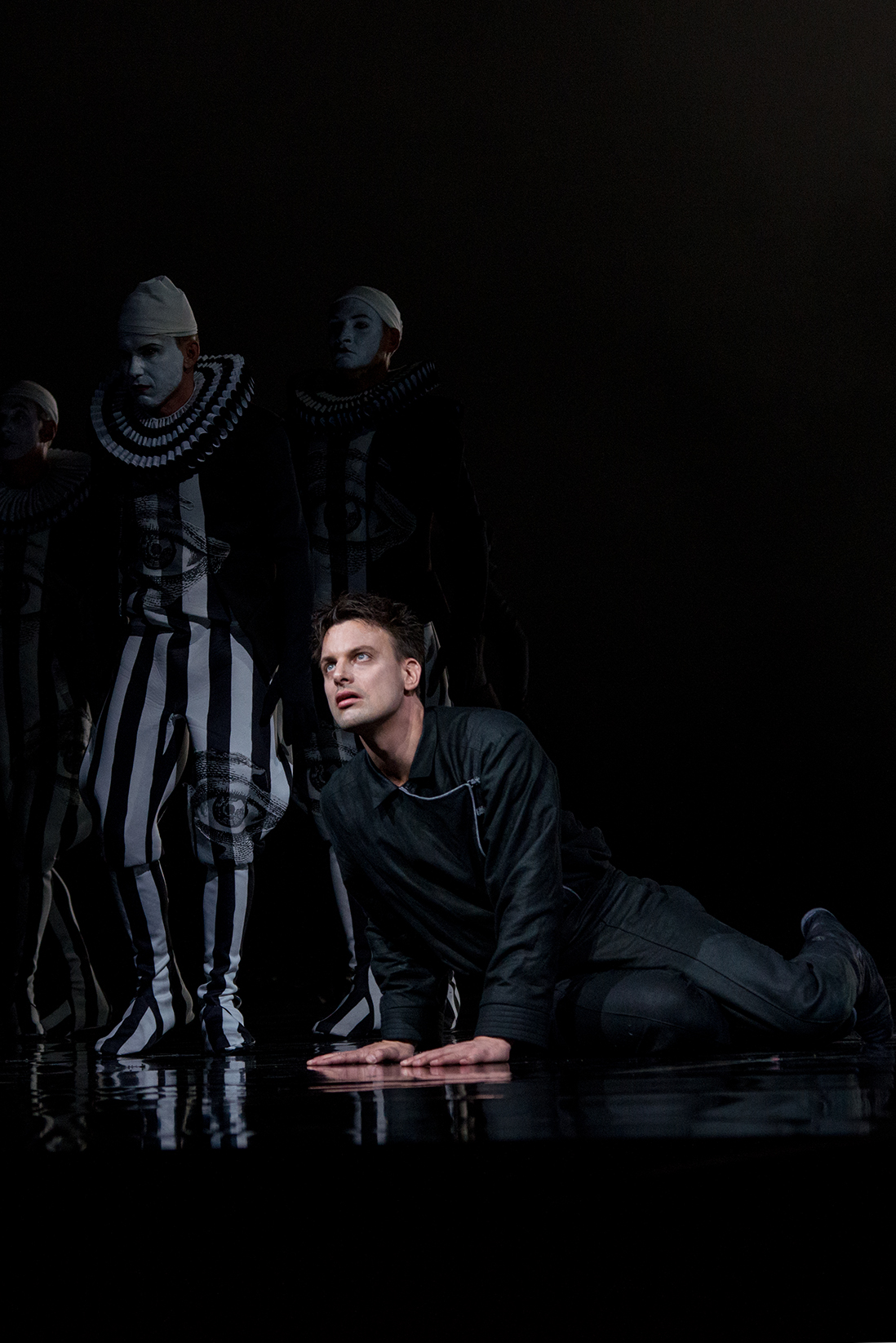
Amleto, opera van Franco Faccio, 2016
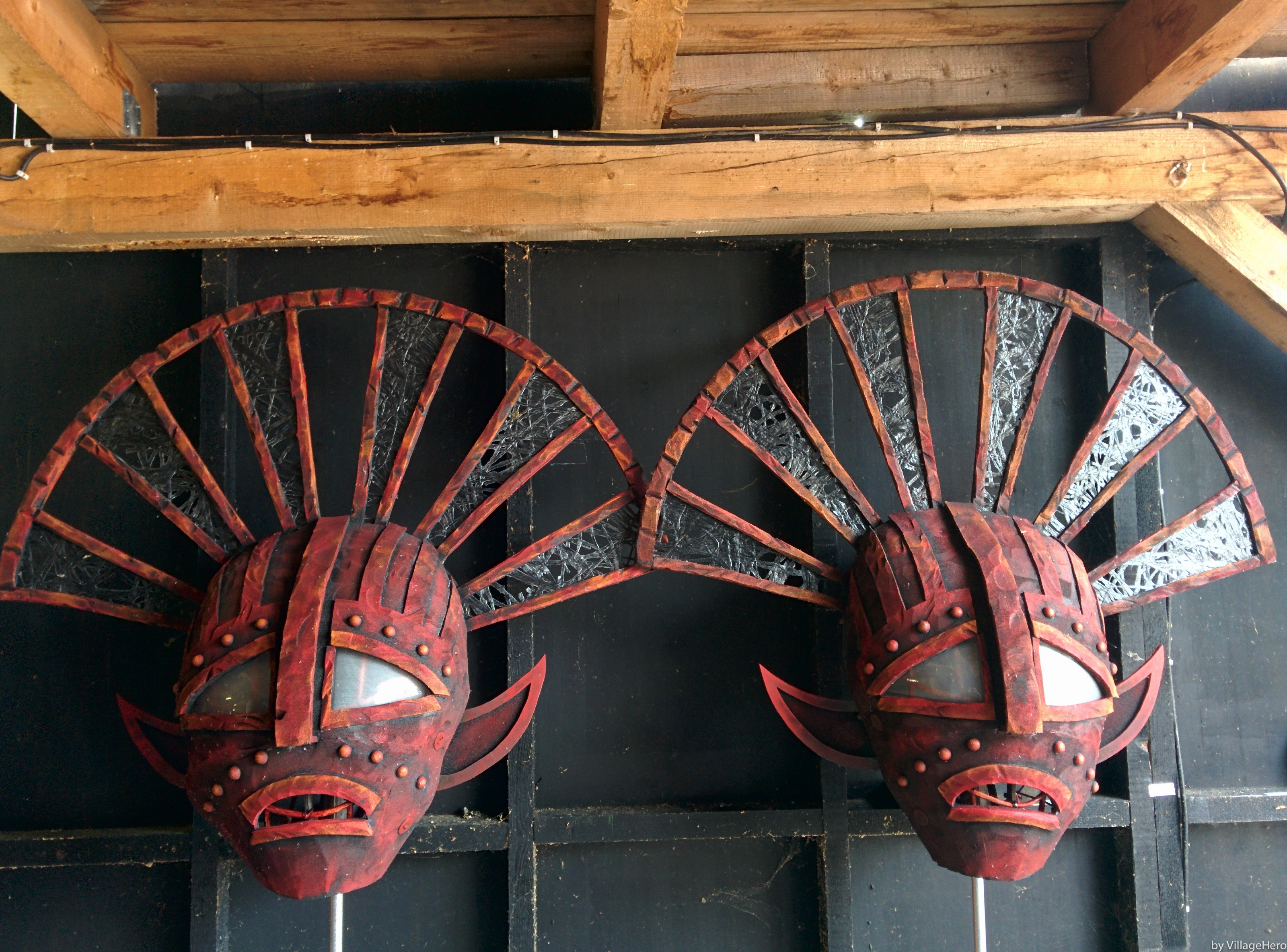
Twee maskers uit de uitvoering van Mozart's Die Zauberflöte op het festival in 2014
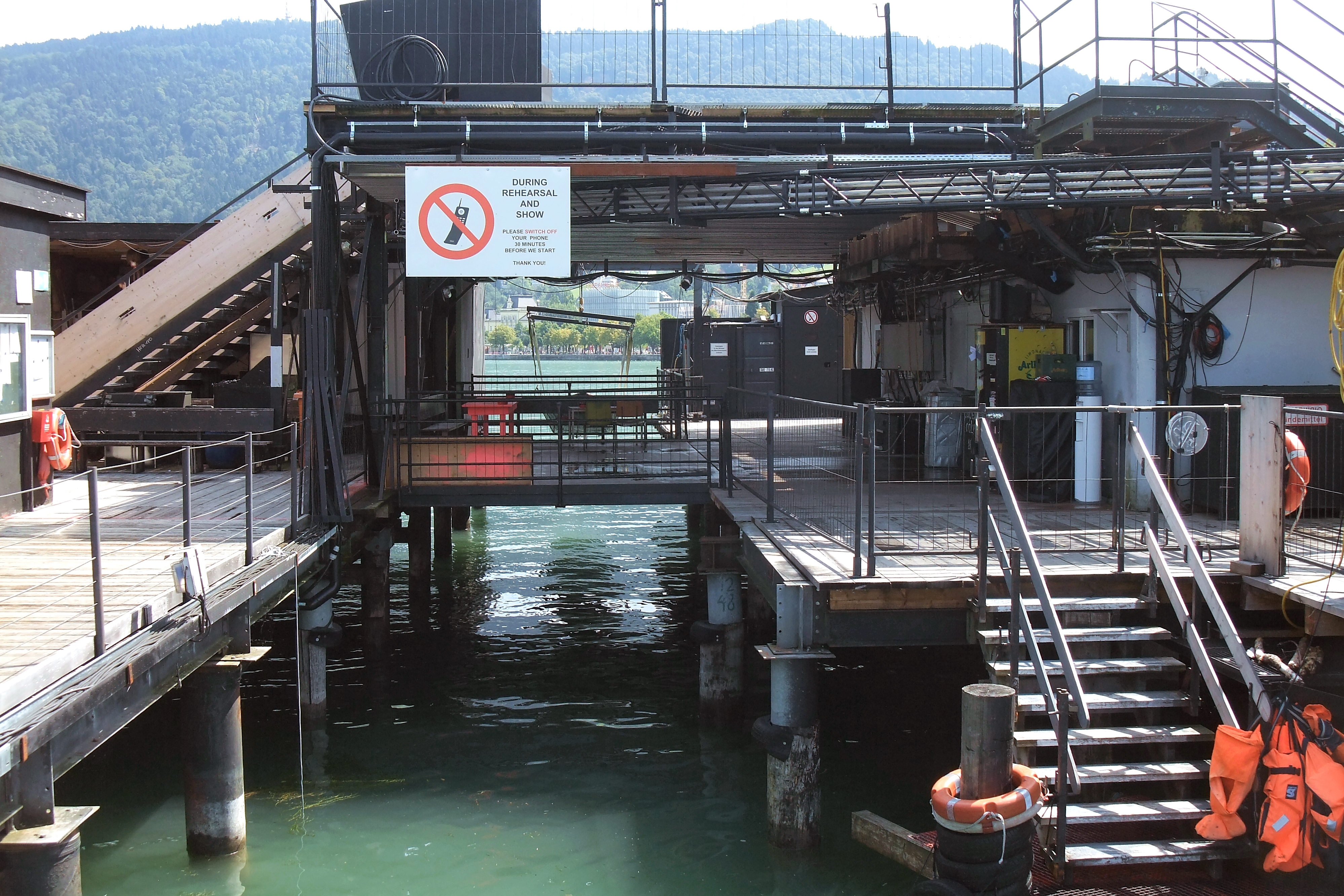
Backstage van het drijvende podium
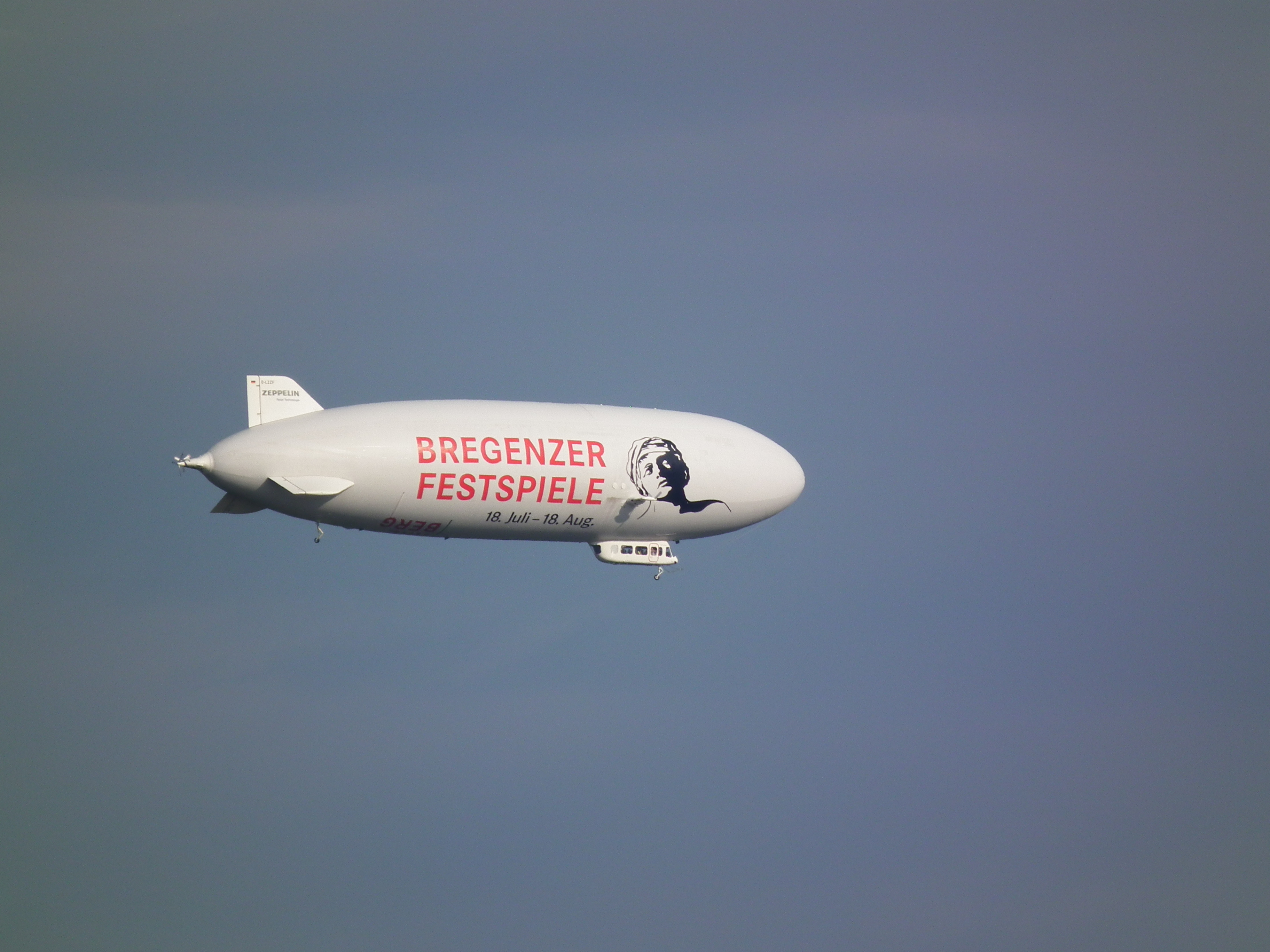
Bregenzer Festspiele zeppelin in mei 2012
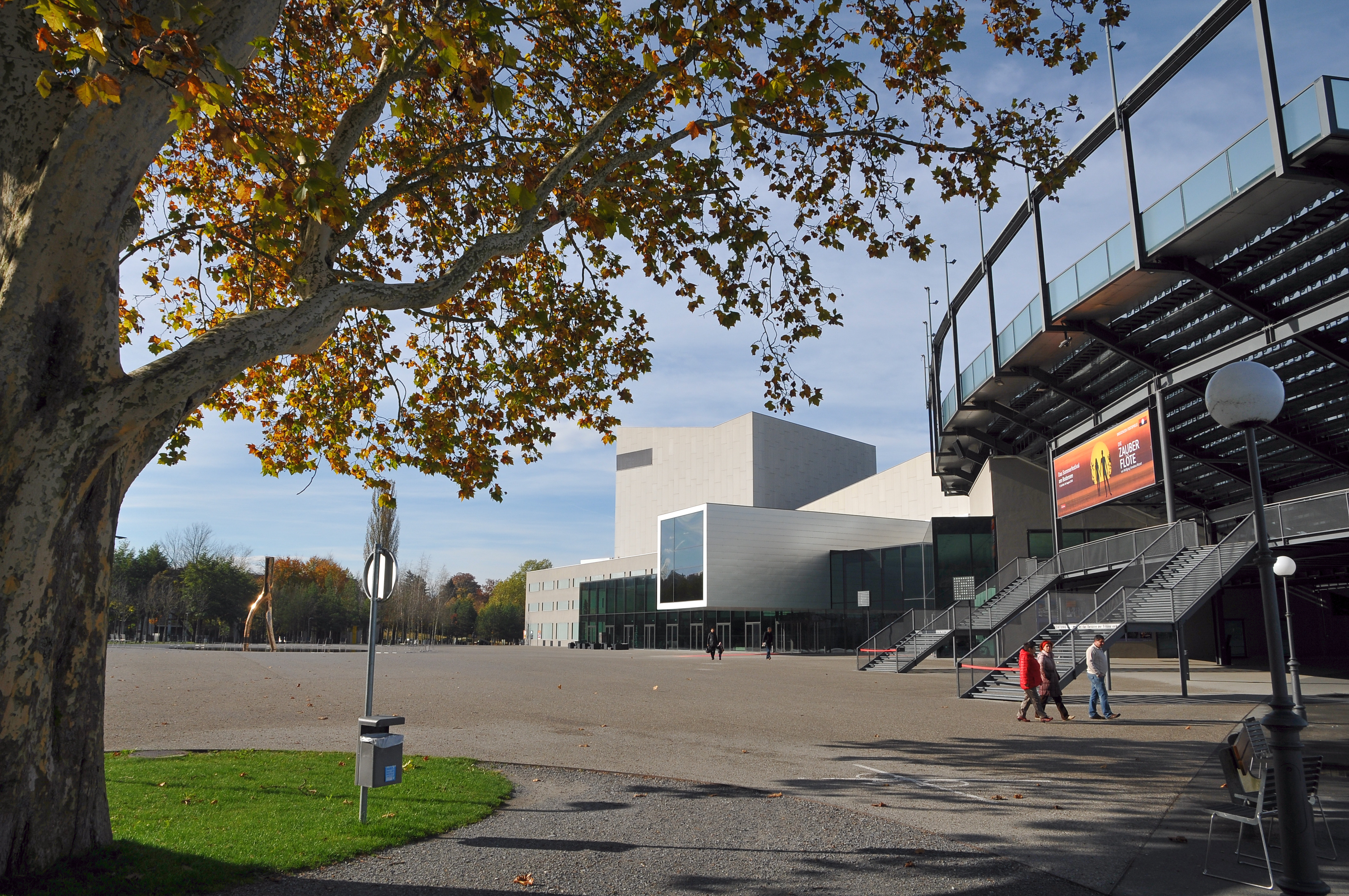
Het Festspielhaus
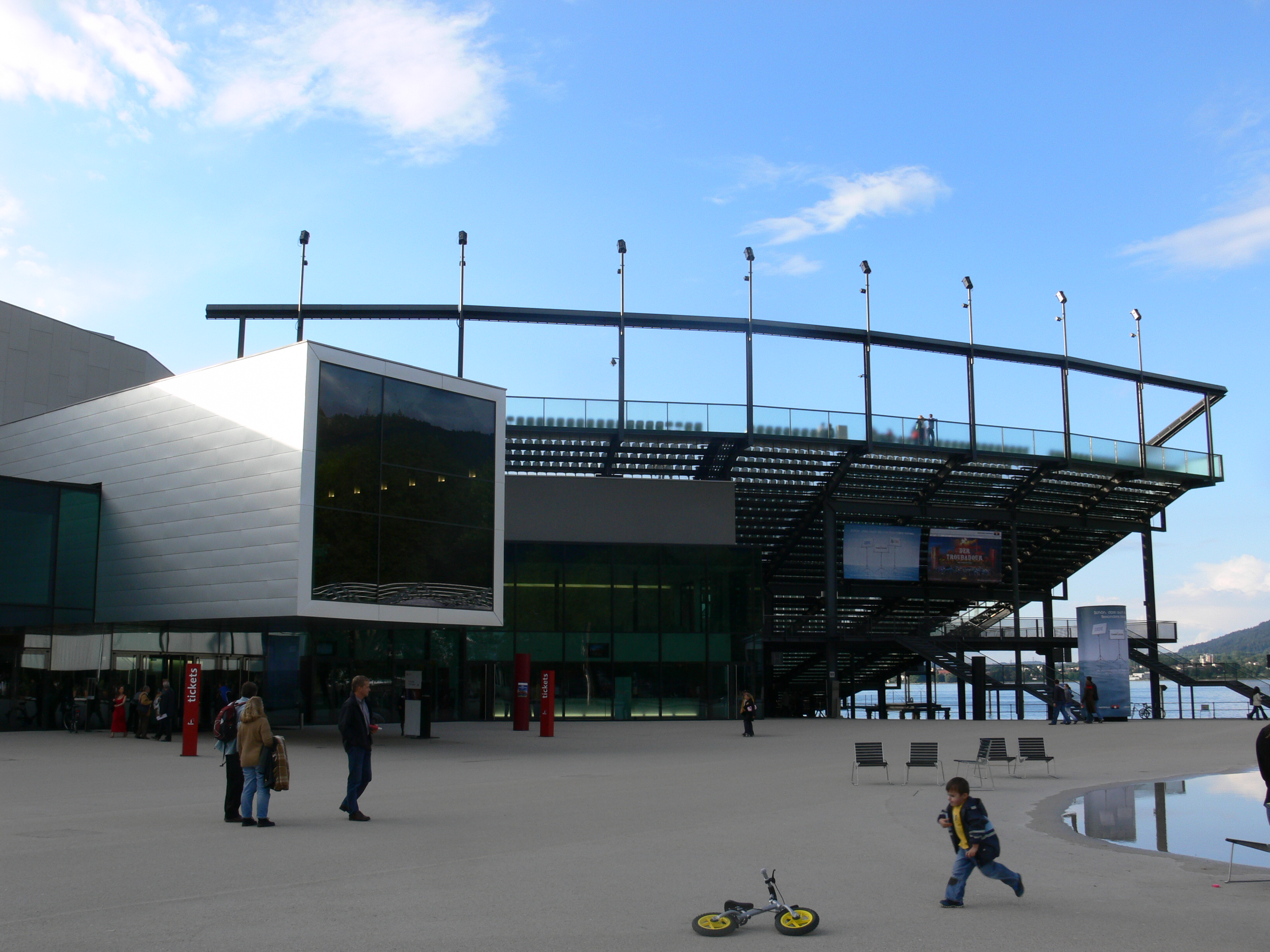
Het Festspielhaus
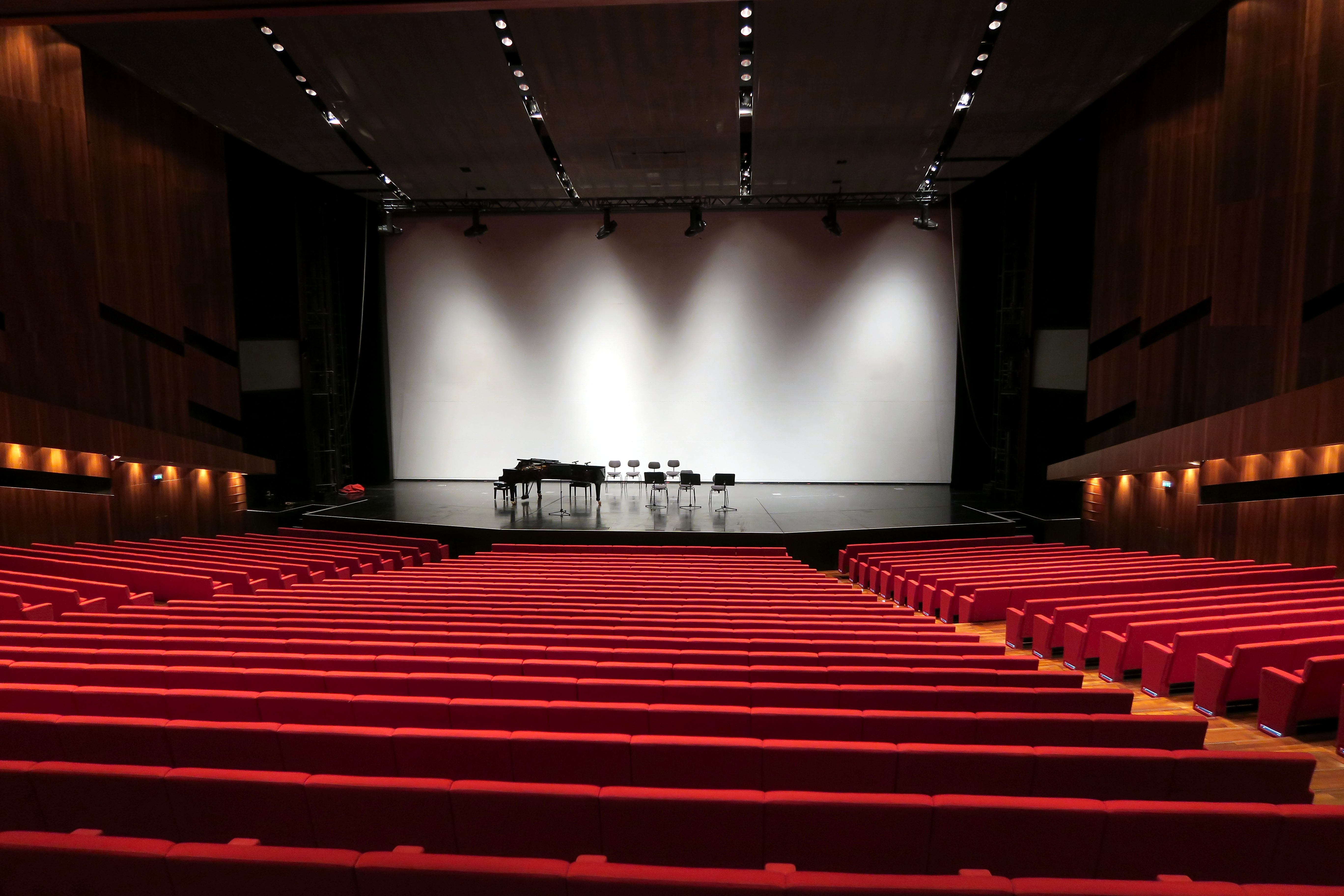
In het Festspielhaus